# Louise Aglaé Massart
Pour les articles homonymes, voir Massart.
Louise Aglaé Massart, née Masson, est une pianiste et pédagogue française née le 10 juin 1827 à Paris, ville où elle est morte le 26 juillet 1887.

## Biographie
Louise Aglaé Masson naît le 10 juin 1827 à Paris (ancien 7e arrondissement),. Elle est la cousine de l'altiste Casimir-Ney.
Enfant prodige, elle étudie le piano avec Marmontel au Conservatoire de Paris, où elle obtient un 1er prix en 1840,.
En concert, elle se produit en soliste à Paris dès 1843, et se consacre principalement à la musique de chambre. Elle reçoit le titre de pianiste de la Duchesse d'Orléans,.
En 1849, elle épouse le violoniste Lambert Massart. Le couple joue régulièrement ensemble en concert. Aglaé Massart participe aussi aux séances de musique données par son mari à leur domicile, 58, rue de la Chaussée-d'Antin.
À compter de 1857, Louise Aglaé Massart tient le piano durant douze ans au sein de la Société Armingaud et accompagne régulièrement le violoncelliste de l'ensemble, Léon Jacquard.
Comme interprète, elle joue également un rôle de pionnière dans la redécouverte en France de la musique de Bach : elle se distingue notamment en exécutant aux côtés d'Ernst Lübeck (nl) et Camille Saint-Saëns le Concerto BWV 1063 du compositeur, en 1866.
Le 1er mai 1874, elle succède à Louise Farrenc comme professeur de piano (femmes) au Conservatoire de Paris, où elle forme de nombreuses musiciennes,,. Au nombre de ses élèves, figurent par exemple Marie Roger-Miclos, Clothilde Kleeberg, Jeanne Arbeau et Gemma Luziani (it).
Aglaé Massart est nommée Officier d'Académie en 1877, puis Officier de l'Instruction publique en 1884.
La musicologue Constance Himelfarb relève que « du répertoire de chambre germanique à celui des virtuoses tels Liszt, Alkan, Thalberg, son talent suscita l'admiration, particulièrement celle de Berlioz, intimement lié avec le couple Massart, qui appréciait l'assise classique du jeu de la pianiste dans Beethoven : « Il est impossible d'unir à un jeu plus précis, plus net, plus élégant, une meilleure qualité de son, un rythme plus imperturbable et une simplicité plus noble de style (Journal des débats, 13 mars 1861) ».
Louise Aglaé Massart meurt le 26 juillet 1887 à Paris (9e arrondissement),,. Elle est inhumée avec son mari au cimetière de Montmartre.